# Philopotamidae
Philopotamidae là một họ côn trùng trong bộ Cánh lông.

## Hình ảnh

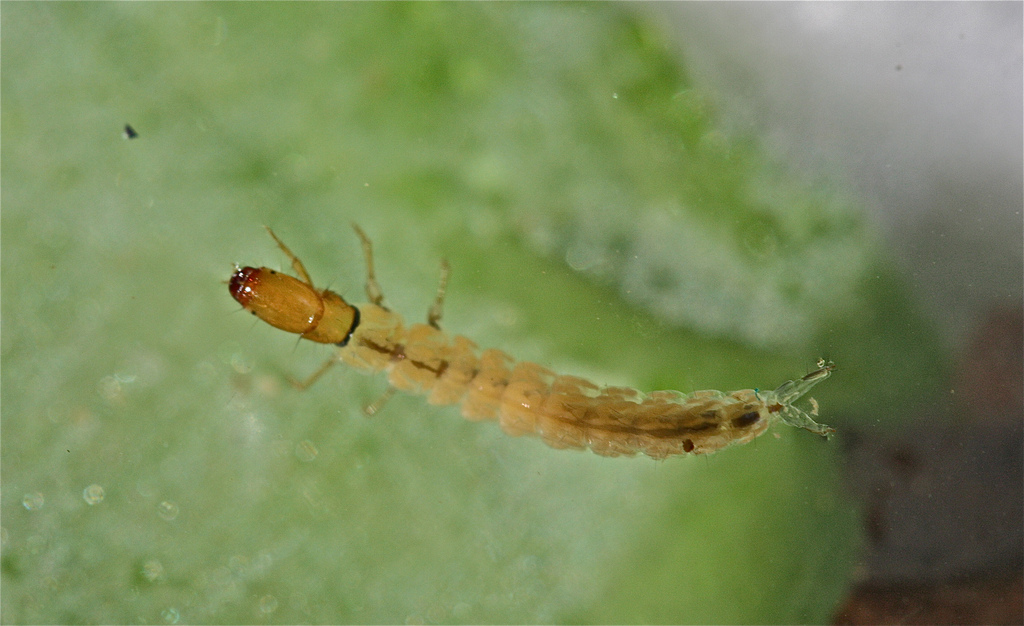
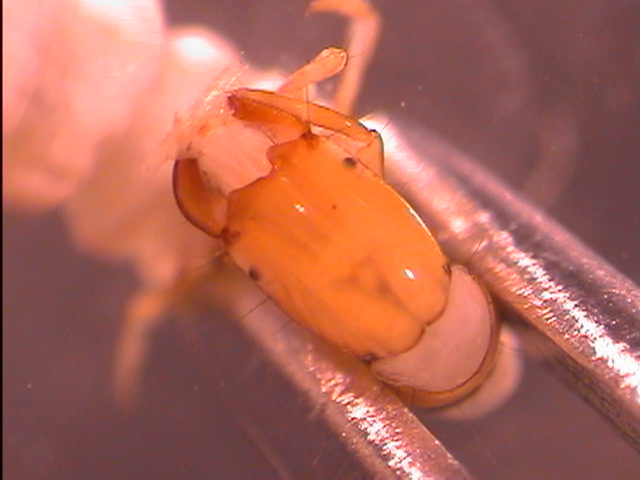